# John Lurie
John Lurie (Minneapolis, 14 dicembre 1952) è un attore, musicista, pittore e produttore statunitense.
Ha cofondato il gruppo jazz The Lounge Lizards, ha recitato in 19 film, compreso Stranger than Paradise e Daunbailò di Jim Jarmusch.

## Biografia
Ha composto e suonato colonne sonore per oltre 20 film tra cinema e televisione e ha prodotto, diretto e interpretato la serie televisiva Fishing with John. Nel 1996 è stato nominato ai Grammy per la sua colonna sonora per il film Get Shorty ed è stato acclamato dalla critica per il suo album The Legendary Marvin Pontiac: Greatest Hits. Dal 2000 si è focalizzato sulla pittura. Le sue mostre sono state ospitate nei musei di tutto il mondo. 
Nel 2004, tiene la sua prima mostra personale presso la Anton Kern Gallery di New York. Da quel momento il suo successo aumenta costantemente portandolo in giro per il mondo, esposto nelle più celebri gallerie.
Tra i musei che hanno ospitato sue mostre personali si annoverano: il P.S.1. Contemporary Arts Center di New York, Musee Des Beaux-Arts De Montreal, il Musee d'Art Moderne Grand-Duc Jean in Lussemburgo e il Watari Museum of Contemporary Art di Tokyo. Inoltre il Wadsworth Atheneum Museum of Art che il Museum of Modern Art di New York hanno completato l'acquisto di alcuni suoi pezzi ora facenti parte delle rispettive collezioni permanenti. 
Lurie ha anche pubblicato due volumi relativi alla sua ricerca, Learn To Draw, una collezione di disegni in bianco e nero e il più recente A Fine Example of Art, un libro a colori contenente più di 80 riproduzioni. Nel 2015 espone per la prima volta in Italia, con una mostra dal titolo "Home is not a place. It is something else", presso la M77Gallery di Milano.
Lurie ha inoltre recitato per diversi registi e in particolare ha partecipato al cast di tre pellicole dirette da Jim Jarmusch.

## Filmografia
- 1980 - Underground U.S.A.
- 1980 - Permanent Vacation
- 1980 - The Offenders, regia di Beth B e Scott B
- 1981 - Subway Riders
- 1981 - Downtown 81, regia di Edo Bertoglio
- 1984 - Stranger Than Paradise - Più strano del paradiso, regia di Jim Jarmusch
- 1984 - Paris, Texas
- 1985 - Cercasi Susan disperatamente
- 1986 - Daunbailò, regia di Jim Jarmusch
- 1988 - L'ultima tentazione di Cristo
- 1988 - Il piccolo diavolo
- 1990 - Cuore selvaggio
- 1992 - John Lurie and the Lounge Lizards Live in Berlin 1991
- 1995 - Smoke
- 1995 - Blue in the Face
- 1996 - Just Your Luck
- 1998 - New Rose Hotel, regia di Abel Ferrara
- 2000 - Sleepwalk
- 2005 - Face Addict, regia di Edo Bertoglio
- 2009 - Blank City, regia di Céline Danhier

## Discografia

### John Lurie
- Berlin 1991 Volume One and the Lounge Lizards (1991)
- Men With Sticks: John Lurie National Orchestra (1993)
- The Days with Jacques

### Marvin Pontiac
- The Legendary Marvin Pontiac (1999)
- Marvin Pontiac: The Asylum Tapes (2017)

### Con i Lounge Lizards
- Lounge Lizards (1981)
- No Pain for Cakes (1986)
- Voice of Chunk (1988)
- Big Heart: Live in Tokyo (1986)
- Live: 1979-1981 (1992)
- Live in Berlin, Volume One (1992)
- Live in Berlin, Volume Two (1993)
- Queen of All Ears (1998)
- Big Heart: Live in Tokyo (2004)

### Colonne sonore
- Get Shorty (1995)
- Una ragazza sfrenata (Excess Baggage) (1997)
- Fishing with John (registrata nel 1991, pubblicata nel 1998)
- African Swim e Manny and Lo (1999)
- Mystery Train - Martedì notte a Memphis (Mystery Train) (1989)
- Stranger Than Paradise - Più strano del paradiso e The Resurrection of Albert Ayler (1984)
- Daunbailò e Variety (1985)
- Animal Factory  (2000)

## Televisione
Lurie ha scritto, diretto e condotto la serie TV Fishing with John nelle stagioni 1991 e 1992. La serie è poi diventata un successo di culto  ospitando personaggi quali Tom Waits, Willem Dafoe, Matt Dillon, Jim Jarmusch, e Dennis Hopper. È stata trasmessa sui canali IFC e Bravo oltre che essere stata pubblicata su on DVD dalla Criterion.

## Doppiatori italiani
Nelle versioni in italiano delle opere in cui ha recitato, John Lurie è stato doppiato da:
- Maurizio Fardo in L'ultima tentazione di Cristo
- Oreste Rizzini ne Il piccolo diavolo
- Francesco Fagioli in Cuore selvaggio
- Antonio Palumbo in Oz